# 熊尚元
熊尚元（1911年—2007年），重庆万县人，中华人民共和国石油化工专家。
担任北京石油管理总局设计局副局长兼总工程师。1954年，当选第一届全国人民代表大会代表。